# Thomas Clarke
Thomas Clarke (Isle of Wight, 11. ožujka 1857. – Dublin, 3. svibnja 1916.), irski republikanski vođa i nacionalist. 
Rođen je na otoku Wight. Otac mu je bio narednik u britanskoj vojsci. Vrlo rano se priključuje Irskom republikanskom bratstvu, pa je 1883. u 18. godini poslan dići u zrak Londonski most kao dio dinamitne kampanje koju je propagirao Jeremiah O'Donovan Rossa, militantni vođa bratstva prognan u SAD. No, Clarke je brzo uhićen i osuđen na petnaest godina zatvora. Nakon izlaska, oženio se Kathaleen Daly, 21 godinu mlađom od njega. Njenog ujaka upoznao je u zatvoru. Kasnije su emigrirali u SAD, vrativši se tek 1907. godine. 
Nakon povratka u Irsku, otvorio je trgovinu duhana. Ponovno se priključio bratstvu, koje je tada doživljavalo veliko pomlađivanje, jer su se pojavili neki novi ljudi. Sprijateljio se s niz novih vođa. Postao je blagajnik bratstva. Kada su Irski dobrovoljci osnovani 1913., Clarke je zagovarao ideju da posvemašnju kontrolu nad njima vodi bratstvo dok je tajnik bratstva Bulmer Hobson prihvatio težnje Johna Redmonda, vođe Irske parlamentarne stranke, koji je htio da i njegova stranka ima utjecaj na Dobrovoljce. Clarke i Hobson su se razišli, jer je Clarke smatrao taj postupak činom izdaje.
Okrenuo se drugim štićenicima koje je imao. Nakon dolaska Padraiga Pearsea u Bratstvo, i kasnijeg smirivanja Connollya, Clarke je osnovao Vojni odbor, organizaciju, tj. tijelo koje je planiralo akciju koja će se prozvati Uskrsni ustanak. Iako ih je u početku bilo pet, odbor je na kraju imao sedam članova.
Kad je ustanak izbio, Clarke se nalazio u sjedištu pobunjeničkih snaga, Glavnoj pošti u Dublinu. Tu je bio i Pearse, ali je sve većinom bilo pod kontrolom Connollya, koji se pokazao kao uspješan zapovjednik. Bio je prvi potpisnik Uskrsnog proglasa, a navodno je on trebao biti proglašen predsjednikom i glavnim zapovjednikom, no odbio je bilo kakav čin ili počast, pa je to dano Pearseu, koji je bio puno poznatiji na nacionalnoj razini.
Kada je zapovjeđena predaja, Clarke je uhićen i držan neko vrijeme u zatvoru, prije nego što je pogubljen pred streljačkom vodom, 2. po redu u 59. godini.